# Tattendorf
Tattendorf är en ort och kommun i Österrike. Den ligger i distriktet Baden i förbundslandet Niederösterreich, 29 km söder om huvudstaden Wien. 